# Вторая битва при Цюрихе
Вторая битва при Цюрихе (фр. Deuxième bataille de Zurich) — сражение между русской и французской армиями во время Войны второй коалиции. Состоялось 14 (25) сентября — 15 (26) сентября 1799 года. Сражение завершилось поражением русских войск.

## Стратегическая ситуация
Первоначально согласно плану союзников планировалось использование корпуса Римского-Корсакова (на тот момент командир — князь Голицын, затем на короткое время — генерал Нумсен), дислоцированного около Брест-Литовска, вместе с корпусом принца Конде (состоявшего из французских эмигрантов, перешедших на русскую службу) для усиления прусских войск. После отказа Пруссии принять участие в антифранцузской коалиции, планировалось использование корпуса по просьбе Австрии на нижнем Рейне «для удержания немецких князей от связи с Францией». Однако позже под давлением Англии план был изменён, и было принято решение о направлении корпуса Римского-Корсакова в Швейцарию для усиления австрийских войск.
К лету 1799 года русско-австрийские силы под командованием А. В. Суворова нанесли серьёзное поражение французам в Северной Италии, а англо-русско-турецкий флот полностью контролировал Средиземное море, перейдя к активным десантным операциям против французов на суше. К концу августа 1799 года почти вся Италия была освобождена от французских войск, за исключением Генуи, где после поражения при Нови находились остатки французской армии под командованием генерала Жана Виктора Моро.
В это время в планы действий второй антинаполеоновской коалиции вновь были внесены изменения. Планировался переход русских войск под командованием А. В. Суворова из Северной Италии в Швейцарию, где под его командование должен был поступить и корпус Римского-Корсакова. После этого австрийские войска, находившиеся в Швейцарии под командованием эрцгерцога Карла должны были перейти в район нижнего Рейна. Далее диспозиция предусматривала наступление Суворова через Франш-Конте на Францию. В то же время было принято решение о высадке русско-английского контингента в Голландии.
В августе, двигаясь на юг от Мангейма, французская Рейнская армия под командованием Жака Леонара Мюллера, численностью в 18 000 человек, осадила австрийский гарнизон в Филиппсбурге. Это заставило Австрию отдать приказ эрцгерцогу Карлу о переходе австрийского корпуса (58 тысяч человек) в район нижнего Рейна сразу после прибытия корпуса Римского-Корсакова, не дожидаясь подхода войск (43 тысячи) А. В. Суворова. В результате против находившейся в Швейцарии французской армии под командованием Массены, которая была отброшена эрцгерцогом в ходе Первого сражения при Цюрихе, остались только что прибывший 24-тысячный русский корпус Римского-Корсакова и 22-тысячный австрийский отряд генерала Фридриха фон Готце. Эрцгерцог 12 сентября деблокировал Филиппсбург и 17 сентября взял штурмом занятый французами Мангейм.
3-4 августа корпус Римского-Корсакова прибыл в Швейцарию, 16 августа — в Цюрих. 18 (29) августа 1799 австрийские войска эрцгерцога Карла начали отход из Швейцарии. В это время А. В. Суворов был скован в Италии осадой французского гарнизона в Тортоне и не мог начать движение в Швейцарию немедленно. Согласно заключённой 11 (22) августа 1799 конвенции, гарнизон обязался капитулировать, если до 31 августа (10 сентября) 1799 крепость не будет деблокирована французскими войсками. Предотвратив две попытки деблокады Тортоны французской армией генерала Моро, Суворов дождался капитуляции гарнизона. Только 31 августа (10 сентября) 1799 русские войска выступили в сторону Швейцарии.
Массена, командовавший французской армией в Швейцарии, постоянно понукаемый Директорией о наступлении и переносе театра войны в Швабию и Тироль, наконец принял решение дать сражение русско-австрийским войскам Римского-Корсакова и Готце.

## Положение сторон и планы

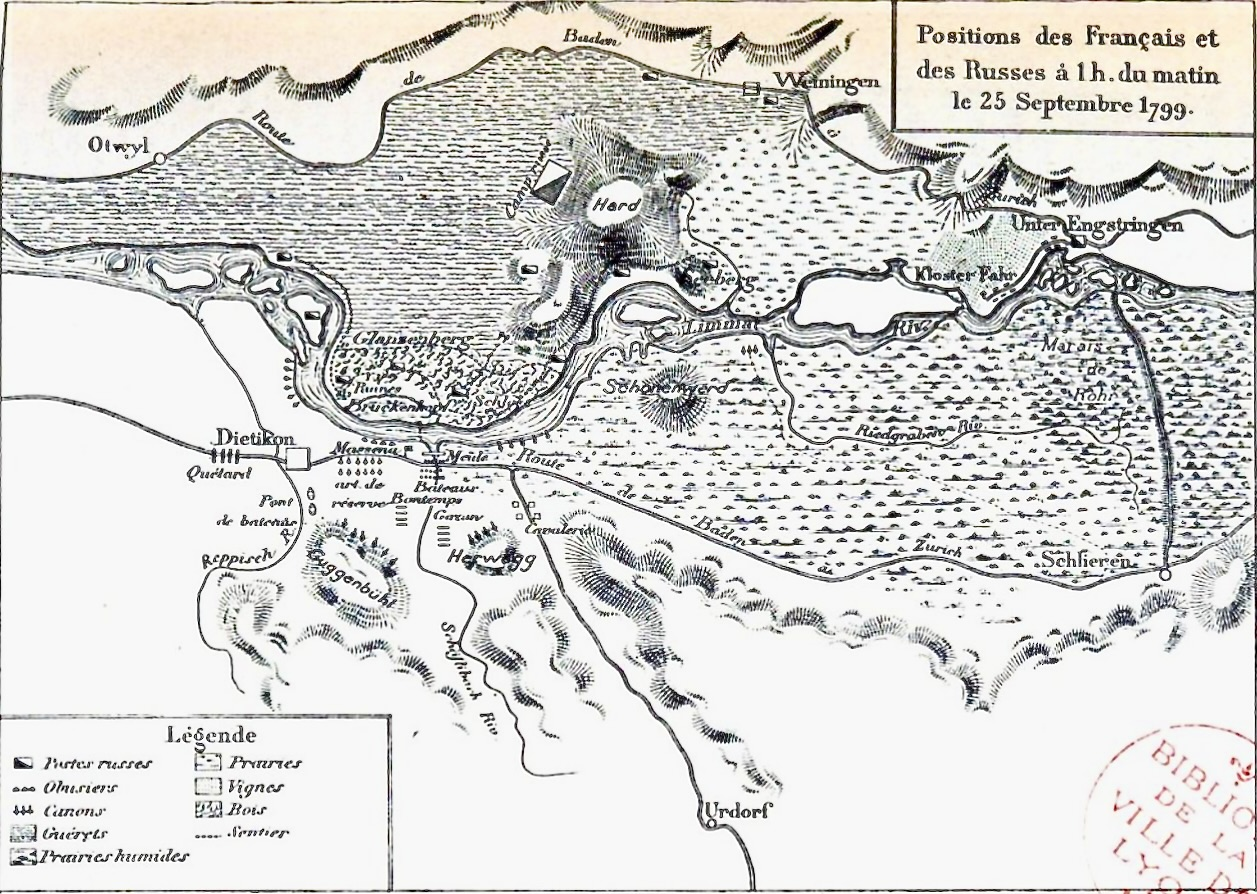
Карта. Переправа французской армии у Диетикона

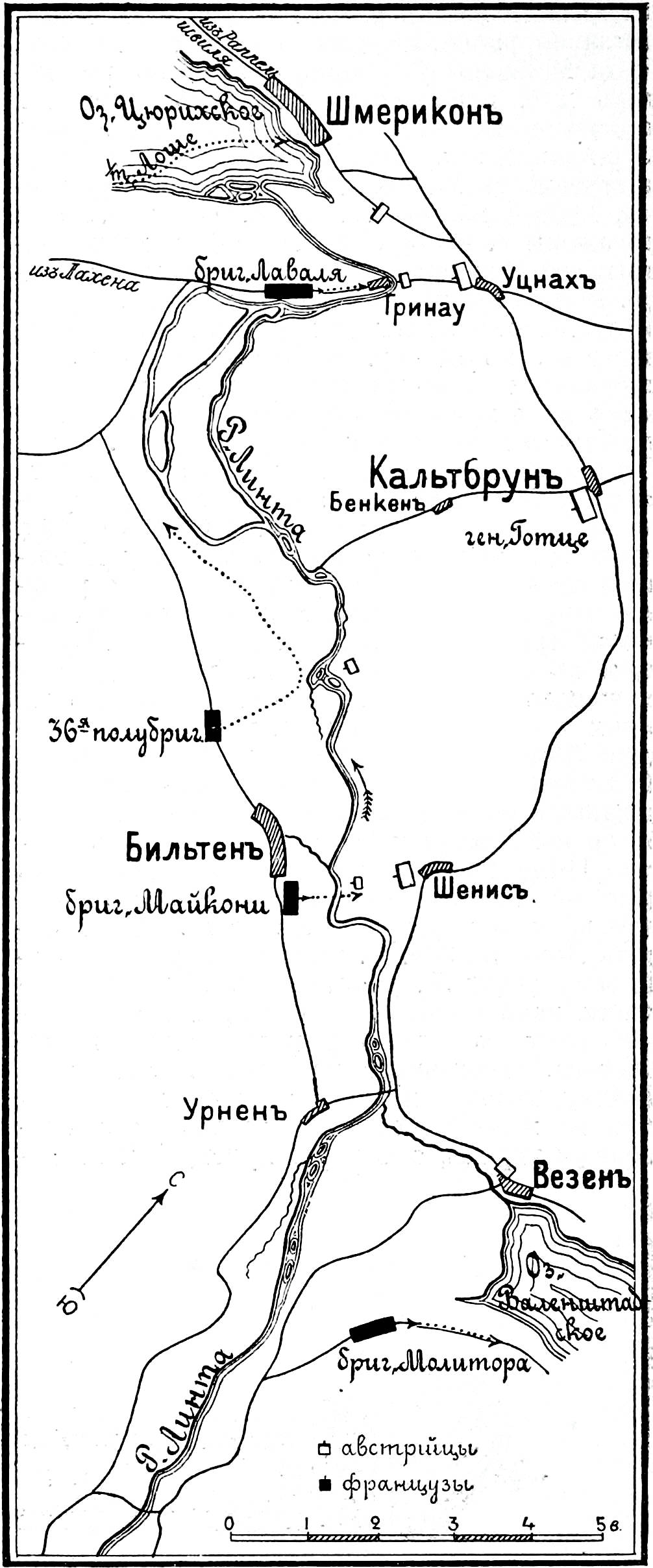
Театр военных действий
(рисунок из статьи «Линта»
«Военная энциклопедия Сытина»)

Войска Римского-Корсакова растянулись на широком пространстве, занимая позиции на правом берегу реки Лиммат от Цюриха до её впадения в реку Аре, и далее по реке Аре до впадения в Рейн. При этом левый фланг армии генерала А. И. Горчакова силами в 9000 человек занимал позиции на левом берегу реки перед Цюрихом, будучи отделённым от остальной армии рекой. При нём находилась большая часть артиллерии и почти все обозы российского корпуса. В центре войсками, расположенными на правом берегу Лиммата (2000 человек), командовал генерал Е. И. Марков. Правым флангом на реке Аре командовал генерал П. Д. Пущин. Около 3000 казаков содержали передовые посты по Лиммату и Аару. Общая численность русских войск составляла 27 000 человек. Левее на реке Линте находились австрийцы (10 000 человек), которыми командовал генерал Фридрих фон Готце и швейцарский легион Бахмана (3000 человек). Остальные австрийские войска располагались следующим образом: Елачич с 5 тысячами у Валенштадта; Линкен с 4 тысячами близ Кура; Ауфенберг с 2400 человек у Иланца. Общая численность австрийских войск составляла около 25 000 человек.
Французский генерал Массена так оценивал расположение союзников: «Линия Линты, Лиммата и Аара в двойном отношении, оборонительном и наступательном, составляла самую сильную позицию, какую только австро-русская армия могла занимать в Швейцарии. Эти реки более или менее широкие, но все вообще постоянно глубокие и очень быстрые, окружённые с правого берега высокими и почти неприступными горами. Крепость Цюрих на Лиммате доставляла противнику на левом берегу этой реки tete-de-pont, наступательные свойства которого придавали последнюю степень совершенства наступательной и оборонительной системе этой линии».
Французская армия располагалась дугой, выгнутой в сторону неприятеля, юго-западней русско-австрийских сил. Левым флангом у Базеля командовал Шабран. Далее, напротив генерала Пущина, располагались войска генерала Менара (9000 человек) — от Бадена и далее по Аре до впадения в Рейн. Дивизия Лоржа (10 000 человек) расположилась по левому берегу Лиммата от Альштеттена к Бадену, имея против себя войска Маркова. Дивизия Мортье (8000 человек) занимала возвышенности Альбиса перед Цюрихом, напротив войск генерала Горчакова. Генерал Сульт (10 000 человек) занимал позиции на левом берегу реки Линта от Цюрихского до Валенштадтского озёр напротив австрийских войск Фридриха фон Готце. Правым флангом (9000 человек) в долине реки Рона командовал Тюрро. Ещё одна его бригада находилась у Гларуса. Генерал Лекурб с двумя бригадами своей дивизии (12 500 человек) занимал долину реки Рейссы от Урзерна до Альтдорфа, находясь в тылу основных сил.
План Массена предусматривал одновременную атаку русских и австрийских позиций. При этом дивизия генерала Менара должна была демонстрировать активность против правого фланга русских войск на реке Аре. Дивизии Лоржа предписывалось перейти реку Лиммат и атаковать центр русских генерала Маркова, отрезать правый фланг русских и наступать к Цюриху. Дивизия Мортье должна была действовать против войск генерала Горчакова на левом берегу Лиммата с возвышенности Альбис. Сульт и Молитор, в свою очередь, должны были атаковать австрийцев на берегу Линты. Сложность вызывала атака русских на правом берегу Лиммата — на всём протяжении реки имелось только два пригодных пункта для её перехода. В конце концов было выбрано место у Дитикона. В течение нескольких дней французами были проведены подготовительные мероприятия — собраны лодки, построен понтонный мост, который затем должны были доставить в район Дитикона.

## Ход сражения

### 14 (25) сентября

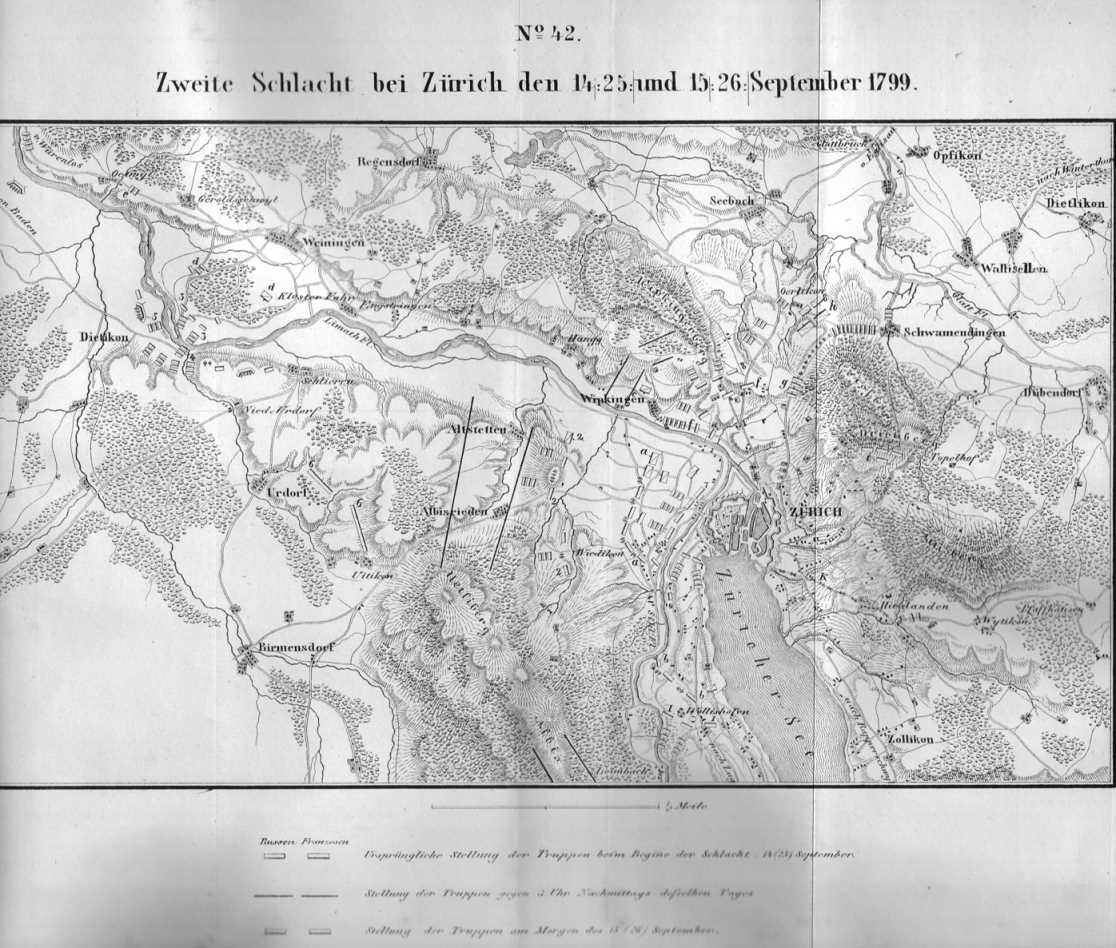
Карта сражения

Битва началась 14 сентября около 5 часов утра. Одновременно с артиллерийским обстрелом войска Лоржа переправились на правый берег Лиммата и, заняв дорогу на Баден, тем самым отрезав правый фланг русских, направились к селению Клостер-Фар. В составе двух батальонов под командованием генерала Маркова русские пытались контратаковать, но были разбиты и отброшены. При этом сам генерал Марков был пленён. В самом Клостер-Фар произошёл ожесточённый бой, но мощной атакой французы выбили русских из селения. Сопротивляясь, русские стали отступать к Унтер-Энгстрингену, но и здесь были отброшены, отступив к Обер-Энгстрингену. Заняв Обер-Энгстринген, французы сделали передышку, дав возможность переправиться через Лиммат подкреплениям для наступления на Цюрих. Всё это время французам оказывала поддержку артиллерийская бригада, расположенная на левом берегу Лиммата. У Дитикона начали наводить понтонный мост, который был готов к 8 часам утра. К 9 часам утра вся дивизия Лоржа переправилась на правый берег Лиммата. Часть её войск расположились в селениях Регенсдорф и Этвиль, отрезая правый фланг Пущина от основных сил русских.
К 10 часам утра на правый берег была переправлена артиллерия и сражение возобновилось. Войска дивизии Лоржа атаковали гренадерский батальон полка Сакена, часть которого подошла из Цюриха, обошла их левый фланг и заставила отступить к Генгу, оставив Обер-Энгстринген.
Обстановка на левом берегу Лиммата для французов складывалась хуже. Здесь войска генерала Мортье, атаковавшие левый фланг русских перед Цюрихом, после боёв у селений Воллисгофен и Уитикон были отброшены к Альбисредену. Однако, усилившись артиллерией и получив подкрепление в виде дивизии Клейна, французы вновь пошли в атаку против войск Горчакова. После ожесточённых боёв около 16.00 русские здесь были отброшены на правый берег Зиля, а затем через Люцернские ворота отошли под защиту городских укреплений. Мортье и Клейн подошли к крепостным валам Цюриха.
В это время французские войска на правом берегу Лиммата, не встречая особого сопротивления, продолжали продвигаться к Цюриху, и к 15 часам взяли Генг. Одновременно с этим, войска, занявшие Регенсдорф и отрезавшие правый фланг русских, смогли незаметно совершить обходной манёвр и занять селение Обер-Аффолтерн, и, продолжая наступление, перекрыли дорогу на Клотен — одну из двух больших дорог, по которым русские могли отступить от Цюриха.
После того как французы заняли Генг, Римский-Корсаков наконец понял, что манёвр французов на правом берегу Лиммата, который был принят за отвлекающий, является главным направлением удара. Он приказал генералу Сакену организовать контрнаступление на правом берегу Лиммата и отбросить французов от Цюриха. В то же время Массена принял решение растянуть линию наступления на правом берегу Лиммата дальше на север, перекрыв, таким образом, и дорогу на Винтертур, и заперев русских в Цюрихе.
Около 17 часов Сакен, собрав имеющиеся в его распоряжение войска, повёл их в контрнаступление. Контрнаступление было успешным, и к 18 часам русские снова заняли Генг. В ответ Массена уменьшил протяжённость фронта и выдвинул вперёд артиллерию, которая задержала продвижение войск Сакена, а затем заставила перейти их к обороне. Французы пошли в штыковую атаку и отбросили русских от Генга. К 19 часам русские оказались запертыми в Цюрихе, а дороги, по которым русские могли бы совершить отход, были заняты французскими войсками. На высотах вокруг города французы расставили артиллерию и начали обстрел города.
Генерал Менар, совершая демонстрации напротив правого фланга русских, весь день удерживал этим части генерала М. З. Дурасова. Когда Дурасов узнал, что в центре и на левом фланге идёт сражение, то направился к Цюриху, но, узнав, что отрезан от основных сил, отступил к Бюлаху, а затем к Эглизау. Ночью пришло сообщение, что и Сульт одержал победу над австрийцами на Линте.
Французы направили в Цюрих парламентёра с предложением о сдаче города. Римский-Корсаков ответа не дал и удержал парламентёра. Собрав военный совет и выслушав мнения участников, он принял решение пробиваться по дорогам, взятым под контроль французами, на Клотен и Винтертур.

### 15 (26) сентября

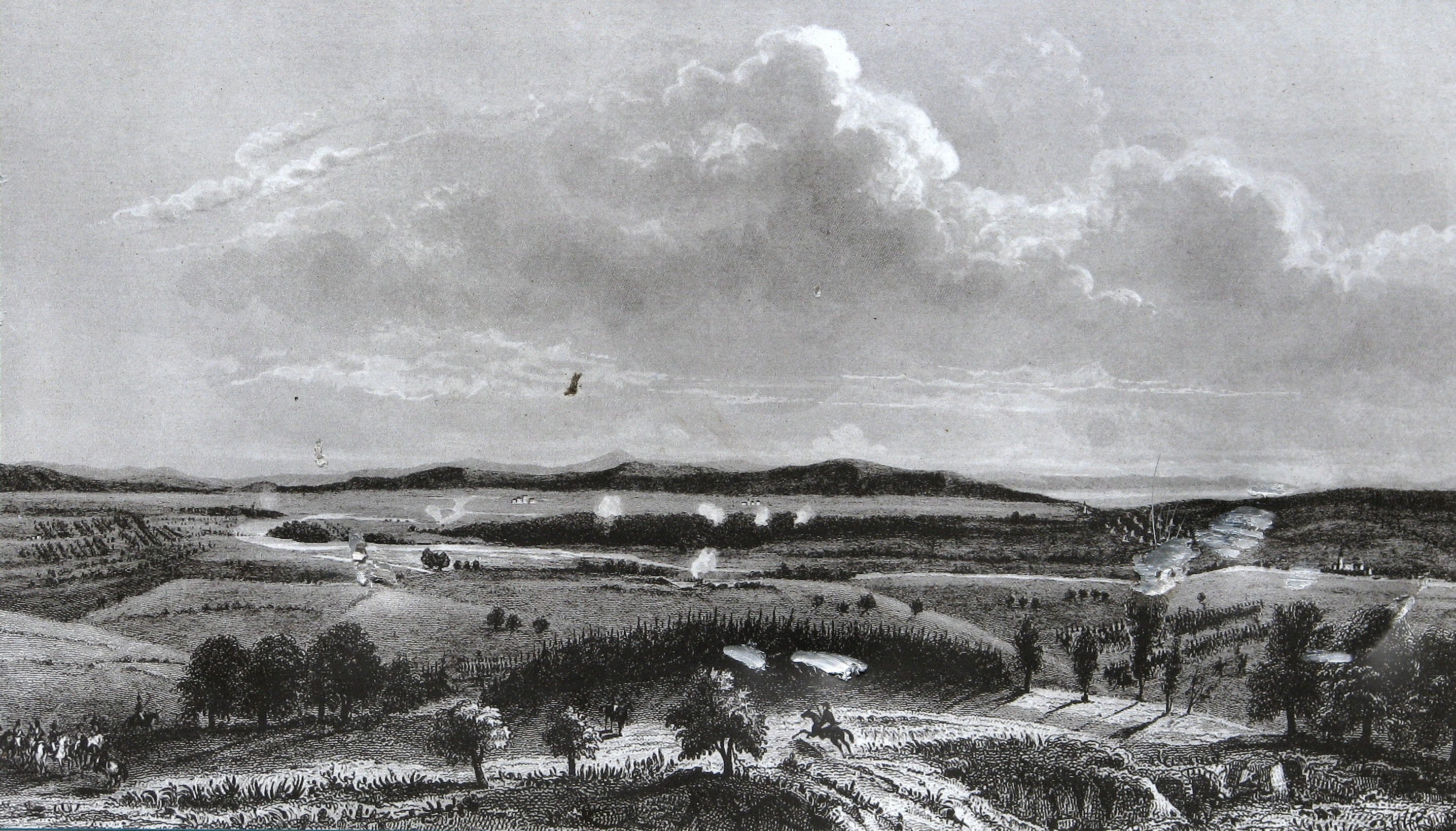
Вторая битва при Цюрихе
(художник Жан-Антуан-Симеон Форт)

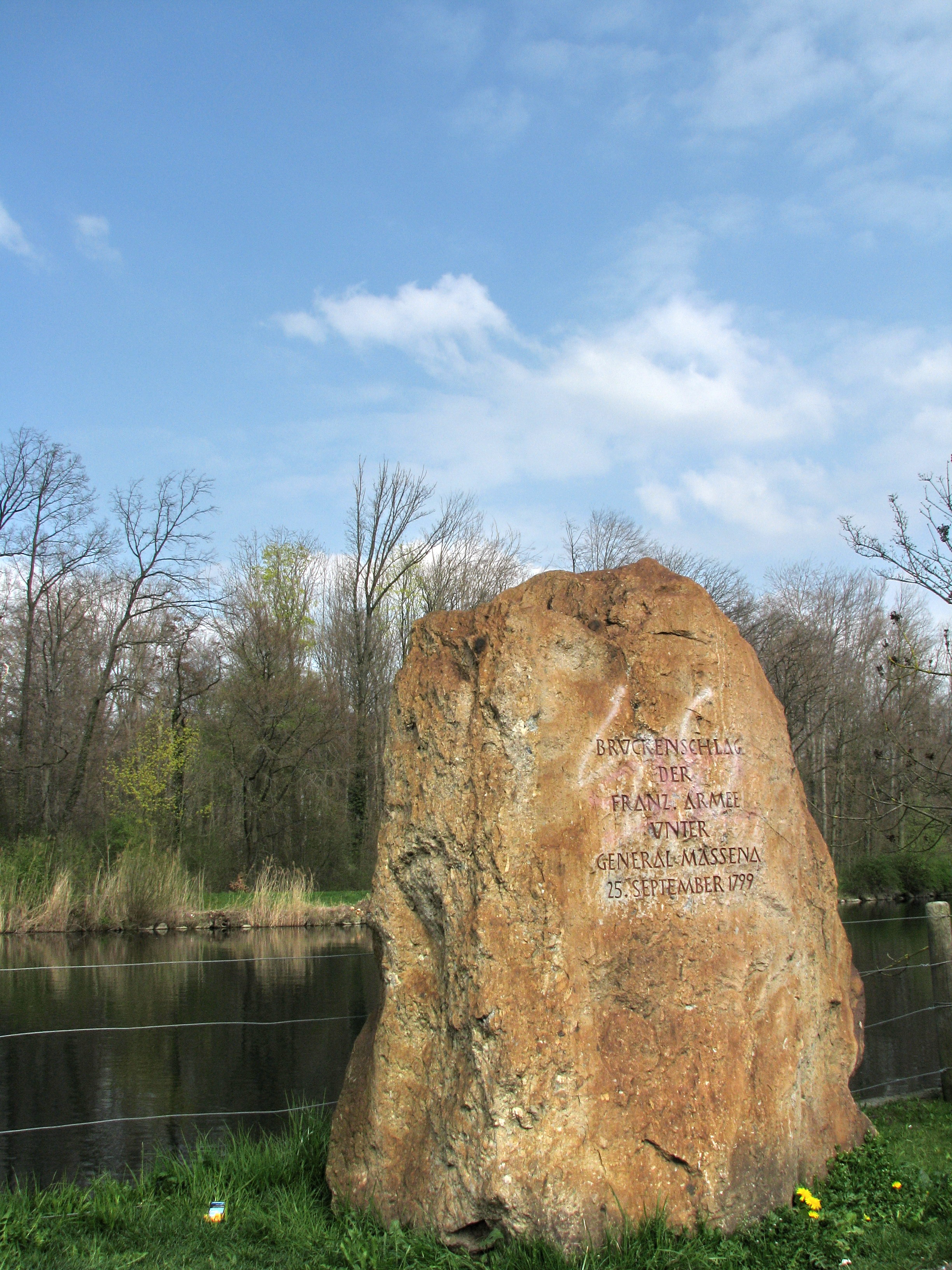
Мемориал на реке Лиммат в Дитиконе

В то время как две колонны под командованием Эссена и Горчакова вместе с самим Римским-Корсаковым должны будут пробиваться из Цюриха, часть войск под командованием генерала Сакена должна была атаковать французов, чтобы обеспечить отход первой и второй колонн, а затем направится за ними. В Цюрихе решено было оставить шесть батальонов под командой генерала Козлова. Они должны были защищать Цюрих от атак французов с левого берега Лиммата.
В 6 часов утра русские начали оставлять город. В то время как первая колонна генерала Эссена вышла из города через вершину Цюрихберга, не встретив сопротивления, колонна Горчакова встретила упорное сопротивление восточнее Эрликона, но смогла отбросить французов и продолжила отход на Винтертур. Наибольшие трудности возникли у колонны Сакена, направившейся в сторону Эрликона с целью обеспечить отход двух других колонн. Французские войска атаковали в нескольких местах его колонну. Благодаря упорной обороне Сакена идущая восточнее колонна Горчакова смогла продолжить свой отход и дойти до Швамендингена. В то же время Сакен не смог пробиться к Эрликону, и его войска начали отход обратно в Цюрих. Они попытались оказать сопротивление на высотах Майнберга, но были выбиты оттуда в Цюрих, а сам генерал Сакен был пленён.
Затем французы атаковали идущую восточнее колонну Горчакова. Сумский гусарский полк, прикрывавший левый фланг колонны Горчакова, произвёл пять контратак против наступающего противника, но был разбит. Командир полка генерал О. И. Лыкошин был пленён. Часть французской кавалерии, прорвавшаяся через колонну Горчакова, совершила несколько атак против первой колонны Эссена, отходившей по восточному склону Цюрихберга и захватила обоз русской армии. Атаки французской кавалерии против колонны Горчакова прекратились только у Бассерсдорфа.
Подойдя к Веденским воротам Цюриха, французы поставили против них два орудия, разбили их огнём и вошли в город. Через некоторое время Цюрих был полностью захвачен французами, пленившими остатки русских войск.

## Результаты
Французы захватили в плен 3 генералов (Остен-Сакен, Лыкошин, Марков), около 4000 солдат, 9 знамён, 26 орудий. После этого французы 26 сентября разбили австрийский отряд Готце на реке Линта, и Массена, узнав о наступлении Суворова на Сен-Готард, быстро двинул свои войска на юг.